# Gålrums gravfält
Gålrums gravfält i Olajvs, Alskogs socken på Gotland ligger på båda sidorna om vägen mellan Lausbackar och Alskog. Gravfältet består av 122 fornlämningar som utgörs av 110 runda stensättningar, åtta skeppssättningar och fem gravhögar. Flertalet är från järnåldern, men det största röset är från bronsåldern. Röset, som kallas Digerrojr, är 30 meter i diameter och fyra meter högt och har en dubbel kantkedja. Ej att förväxla med röset Digerrojr i Garde socken. Röset i Alskog fick samma namn efter en felskrivning kring 1800.  Skeppssättningarna är upp till tolv meter långa och uppförda av stora flyttblock. Även vid skeppssättningarna har ett antal fynd från bronsåldern hittats. Vid gravfältet finns också en mycket sliten bildsten som är hitflyttad 1925 från Tomtängskvior i Alskogs socken.
Av skeppssättningarna undersöktes sex arkeologiskt 1919 och gav då fynd från yngre bronsåldern.
Platsen användes från 1500-talet f. Kr. till omkring vår tideräknings början.
Gravfältet inköptes 1965 av Gotlands fornvänner.

## Bildgalleri

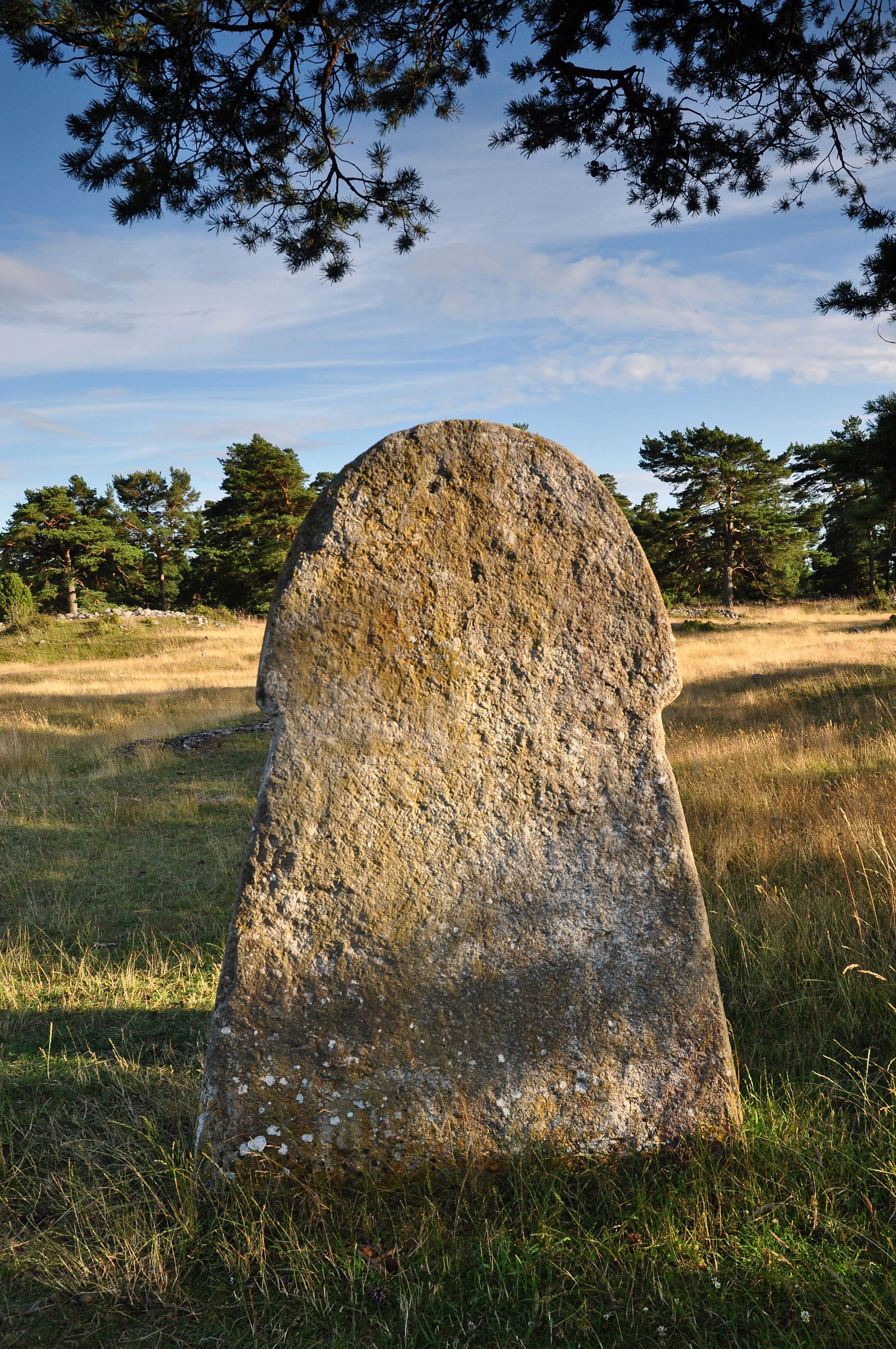
Bildsten från 900-talet.
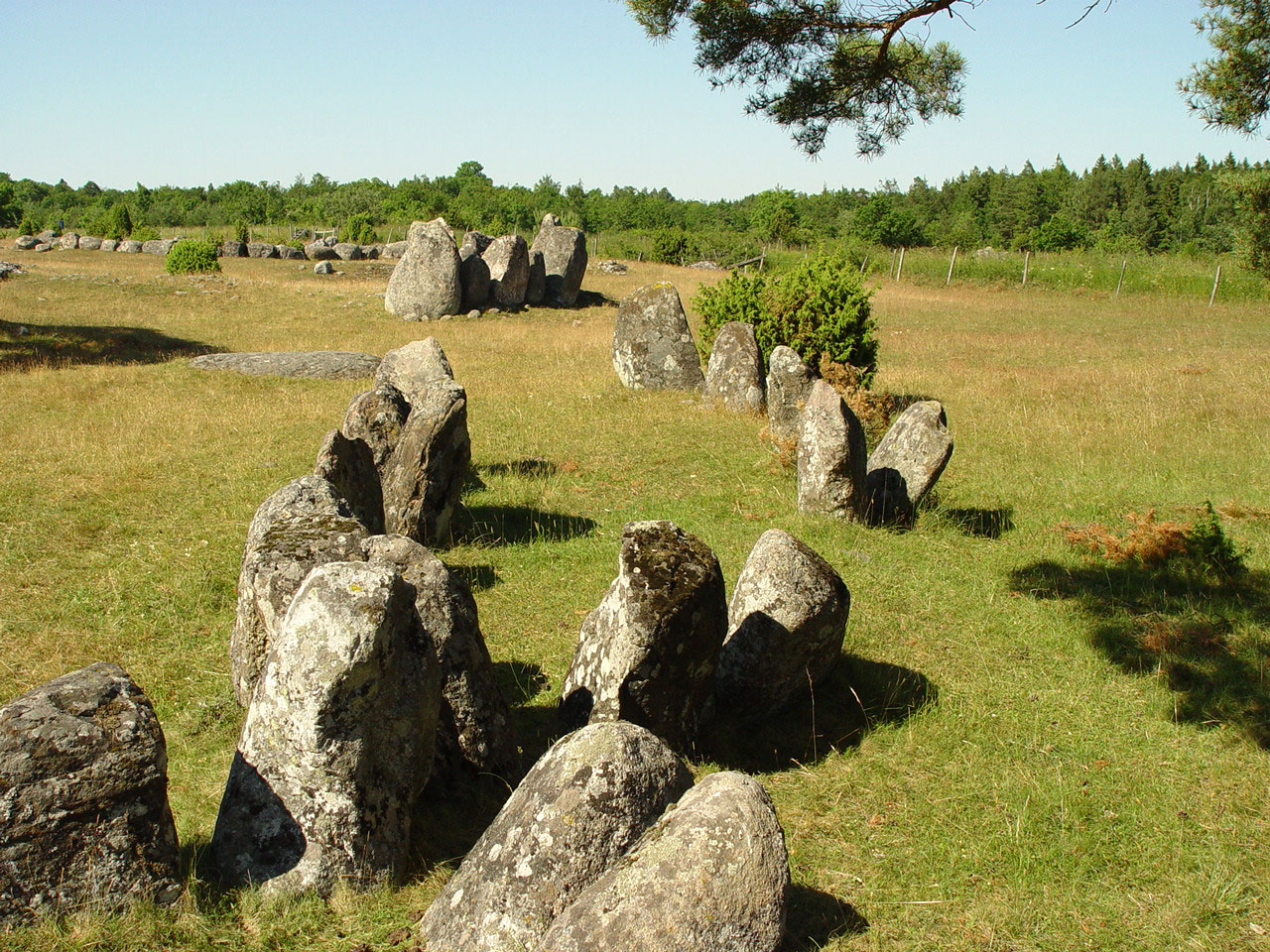
Skeppssättning.
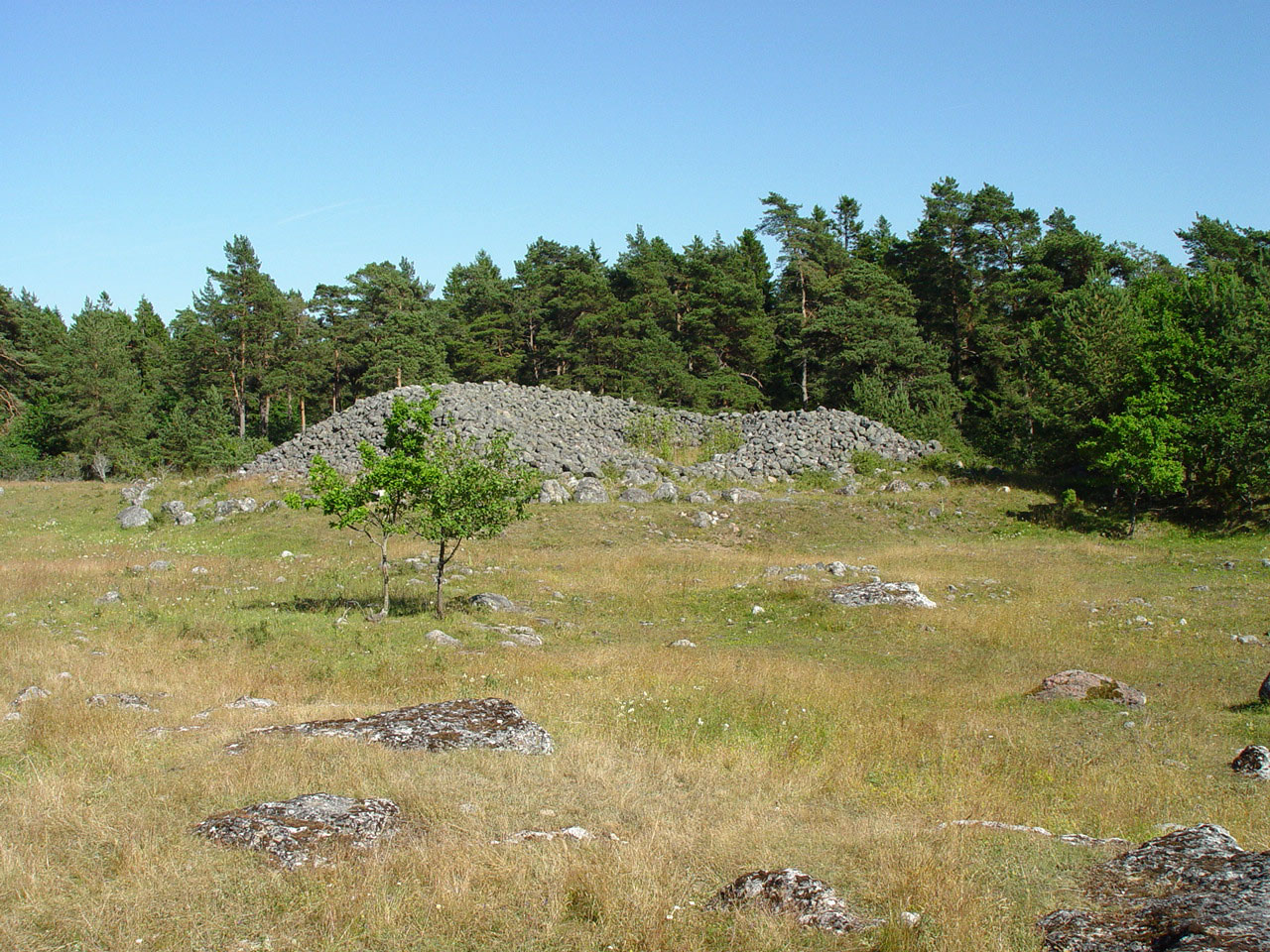
Den stora gravhögen Digerrojr.
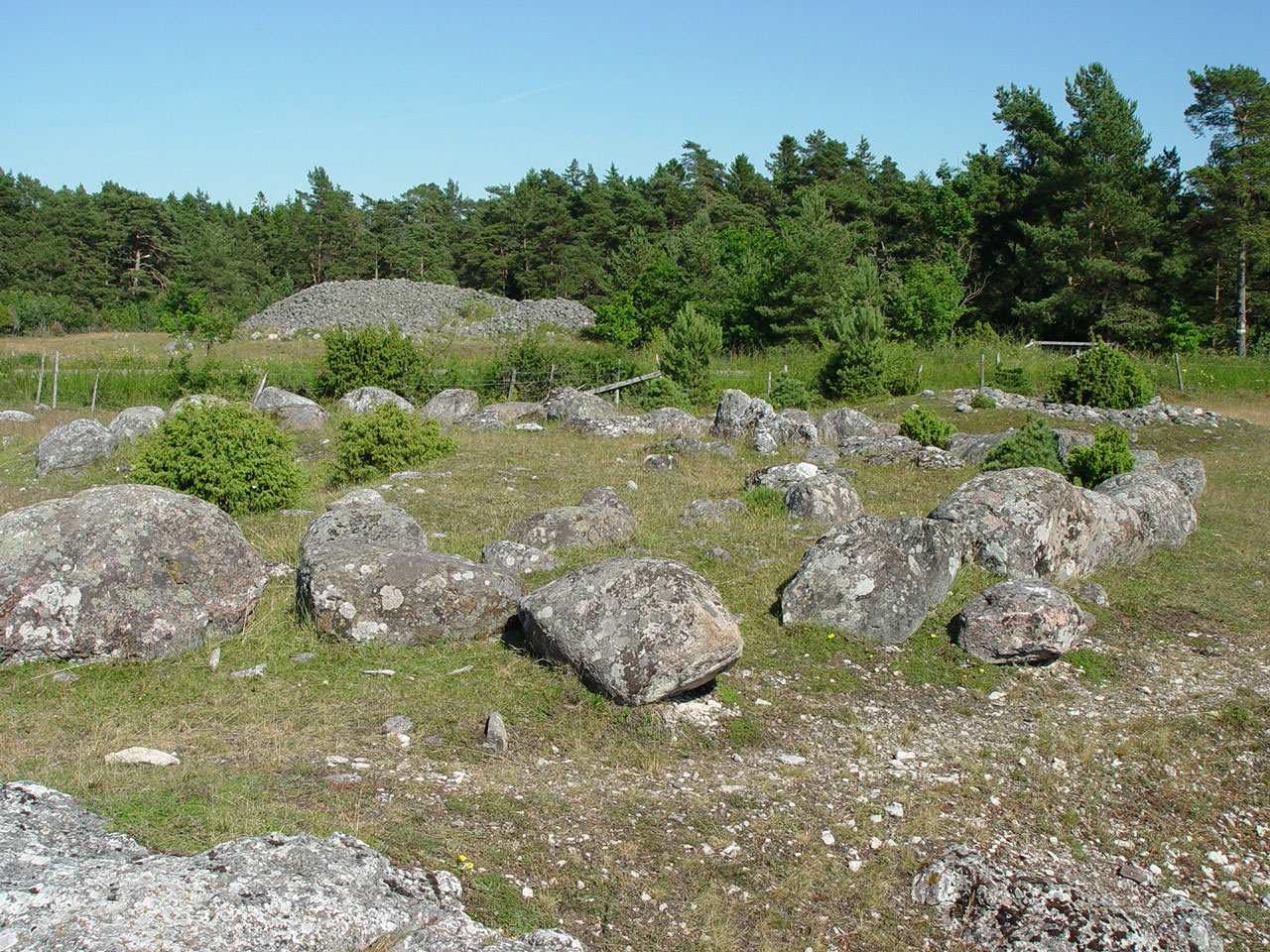
Flatgrav, Digerrojr i bakgrunden.

## Andra gravfält på Gotland
- Lilla Ire
- Lilla Bjärs (Stenkyrka)
- Lilla Bjärs (Heinum)
- Anga (Trullhalsar)